# Flying Fish Cove
Flying Fish Cove (nebo také The Settlement) je hlavním sídlem australského teritoria Vánoční ostrov. Nachází se na severovýchodě ostrova a žije zde 500 obyvatel, což je zhruba třetina celé populace Vánočního ostrova.
Na mnoha mapách je toto sídlo označováno jako The Settlement (anglicky osada, sídlo).
Bylo prvním britským sídlem, založeným zde v roce 1888.
Ve městě se nachází přístav, který je známý pro oblibu turistů s jachtami.